# جليزا 667 Cc
غليس 667 سي سي (معروف أيضًا جي جاي 667 سي سي، أو إتش أر 6426 سي سي، أو إتش دي 156384 سي سي) كوكب خارجي يدور ضمن المنطقة الصالحة للحياة حول النجم القزم الأحمر غليس 667 سي الذي يشكل واحدًا من نجوم النظام النجمي الثلاثي غليس 667، ويبعد 23.62 سنة ضوئية (6.8 فرسخ فلكي، أو نحو 217,000,000,000,000 كيلو متر) في كوكبة العقرب. اكتُشف الكوكب الخارجي باستخدام طريقة السرعة الشعاعية، عن طريق قياسات السرعة الشعاعية لأرصاد تأثيرات دوبلر في طيف النجم الأم للكوكب. 

## الخصائص

### الكتلة، ونصف القطر، ودرجة الحرارة
إنّ غليس 667 سي سي عبارة عن أرض هائلة، وهو كوكب خارجي ذات كتلة ونصف قطر أكبر من كتلة ونصف قطر للأرض، لكنه أصغر في هاتين الخاصيتين من العمالقة الغازية أورانوس ونبتون. يفوق الأرض من ناحية الثقل إذ يبلغ الحد الأدنى لكتلته 3.7 من كتلة الأرض. تُقدّر درجة حرارة توازن الكوكب غليس 667 سي سي بـ 277.4 كلفن (4.3 درجة مئوية، 39.6 فهرنهايت). يُتوقع أن يبلغ نصف قطره ضعف ونصف من نصف قطر الأرض، وذلك اعتمادًا على تركيبه.

### النجم المضيف
يدور الكوكب حول نجم (من النوع إم) قزم أحمر يُدعى غليس 667 سي، والذي يدور حوله كوكبان. إن النجم عبارة عن جزء من نظام نجمي ثلاثي، الذي يتكون بالإضافة إليه من غليس إيه، وغليس بي، وكلاهما أضخم من رفيقهما الأصغر. تبلغ كتلة غليس 667 سي 0.31 من كتلة الشمس، ويبلغ نصف قطره 0.42 من نصف قطر الشمس. تبلغ درجة حرارته 3700 كلفن، لكن عمره محدود بالمتوسط، إذ تشير التقديرات أنه أكبر من ملياري عام. بالمقارنة، يبلغ عمر الشمس 4.6 مليار عام، وتبلغ درجة حرارة سطحها 5578 كلفن. يشع هذا النجم بنسبة 1.4% فقط من لمعان الشمس الصادر عن غلافها الجوي الخارجي. من المعروف امتلاكه نظامًا يتألف من كوكبين: كانت الادعاءات أنّ عدد الكواكب يصل إلى سبعة، لكنها كانت خاطئة ربما بسبب الفشل في حساب الضوضاء المتلازمة في بيانات السرعة الشعاعية. من المرجح أنّ كواكب هذا النظام تتلقى كميات أصغرية من الأشعة فوق البنفسجية بسبب إصدار الأقزام الحمراء كمية قليلة من هذه الأشعة. 
إنّ غليس 667 سي سي هو الكوكب الثاني المؤكد في نظام النجم غليس 667 سي. يدور هذا الكوكب على طول منتصف المنطقة الصالحة للسكن. يبلغ القطر الزاوي للنجم اعتبارًا من سطحه 1.24 درجة، وسيبدو قطره بالنسبة لكوكبه أكبر من قطر شمسنا المرئي كما يُرى من سطح الأرض بـ 2.3 ضعف. يمتلك غليس سي مساحة بصرية أكبر بـ 5.4 ضعف من التي تملكها الشمس، لكنه سيظل يشغل فقط 0.003% من مجال سماء غليس 667 سي سي أو 0.006% من السماء المرئية عندما يكون نجمه متموضعًا فوقه مباشرة.
يبلغ القدر الظاهري للنجم 10.25، وهذا ما يعطيه قدرًا مطلقًا يبلغ نحو 11.03. إنه عاتم جدًا لُيُرى بالعين المجردة من الأرض، وحتى التلسكوبات الصغيرة لا يمكنها تمييزه مقابل الضوء الأكثر لمعانًا القادم من النجمين غليس 667 سي، وغليس 667 بي.

### المدار
يبلغ نصف قطر المحور المداري الخاص بكوكب غليس 667 سي سي 0.1251 وحدة فلكية، مما يجعل طول عامه 28.155 يوم أرضي. وبالاستناد إلى اللمعان الإشعاعي لنجمه المضيف، سيتلقى غليس 667 سي سي 90% من مقدار الضوء الذي تتلقاه الأرض، ومع ذلك، سيكون جزء جيد من الإشعاع الكهرومغناطيسي في جزء الأشعة تحت الحمراء غير المرئية من الطيف.

## الاكتشاف
اكتشف في 21 نوفمبر 2011، وكانت طريقة الاكتشاف سرعة شعاعية.